# V.I.P.-Schaukel
Die V.I.P.-Schaukel war eine Fernsehreihe, in der die österreichische Journalistin Margret Dünser von der High-Society-Prominenz in aller Welt berichtete und sich mit ihnen unterhielt. Der Regisseur der Sendereihe war Edgar von Heeringen.

## Inhalt
Die erste Ausgabe wurde am 9. Mai 1971 im ZDF ausgestrahlt. Zu Beginn mit einer Sendezeit von 60 Minuten, änderte sich dies ab 1973 in 45 Minuten. In den Spitzenzeiten soll die Sendung 20 bis 30 Millionen Zuschauer gehabt haben. Am 9. Mai 1980 wurde die letzte Sendung der Reihe ausgestrahlt. Zu diesem Zeitpunkt lag Margret Dünser bereits mit einer Krebserkrankung in einem Krankenhaus in Basel. Dort schrieb und sprach sie noch die letzten Off-Texte für die Sendung mit Robert Redford und Dustin Hoffman. Am 5. Juni 1980 erlag sie ihrem Krebsleiden.
Bemerkenswert ist die Tatsache, dass Margret Dünser trotz Flugangst für die Sendung mit dem Flugzeug rund um die Welt reiste. Wegen der vielen Flugreisen bekam sie den Spitznamen Düsen-Dünser. Sie sprach fließend Englisch, Französisch und Italienisch. Die Gespräche fanden in privater Atmosphäre, meist zu Hause bei ihren Gästen, statt. Die Bandbreite der Gäste ging vom Adel wie Prinz Bernhard der Niederlande oder das thailändische Königspaar Bhumibol und Sirikit über Schauspieler wie John Wayne, Rita Hayworth oder Robert Redford, Künstler wie Salvador Dalí bis hin zu Geschäftsleuten und Prominenten der 1970er Jahre.
In Anlehnung an den Titel strahlte unter anderem das ZDF von 2002 bis 2004 die von Wigald Boning moderierte Sendung WIB-Schaukel aus.

## Episoden und Mitwirkende
| Folge | Datum         | Mitwirkende |
| ----- | ------------- | --- |
| 01.   | 9. Mai 1971   | Peter Alexander, Charles Bronson, Barbara Cartland, Salvador Dalí, Juliette Gréco, Alfonso zu Hohenlohe-Langenburg, Daliah Lavi, Gina Lollobrigida, Enrico Lucherini, Don Jaime de Mora y Aragón, Gianni Morandi, Lilli Palmer, Peter Sellers, Carlos Thompson, Henry Thynne, 6. Marquess of Bath, Monica Vitti, Valentino |
| 02.   | 12. Sep. 1971 | Myriam Bru, Horst Buchholz, Beatrice und Christopher Buchholz, David Cameron, Arlene Dahl, Louis Féraud, Rhonda Fleming, Glenn Ford, Jean Gabin, Zsa Zsa Gabor, Mary Hopkin, Hildegard Knef, Elsa Martinelli, David Niven, Prinz Bernhard der Niederlande, Queen Elisabeth II. und Prinz Philip, Eva Renzi und Anouschka Renzi, Carroll Righter, Gunter Sachs, Mirja Sachs, Christian Gunnar Sachs, Rounsevelle W. Schaum, Gertrude Shilling, Simone Signoret, John Wayne, Ilse Werner |
| 03.   | 26. Nov. 1971 | Franz Antel, Dan Blocker, Kathie Browne, Robin Cruikshank, Luis Miguel Dominguín, Gina Fratini, Fiona Gandolfi, Lorne Greene, Gillian Greene, Rex Harrison, Helenio Herrera, Charlton Heston, Richard Johnson (Szenen gelöscht), Deborah Kerr, Michael Landon, Winnie Markus, Darren McGavin, Melina Mercouri, Anna Moffo, Queen Elisabeth II., Prinz Philip und Prinzessin Anne, Max Schmeling, Romy Schneider und Magda Schneider, Ringo Starr, Adi Vogel                            |
| 04.   | 25. Feb. 1972 | Gil Cagne, Elmyr de Hory, Manitas de Plata, Louis Féraud, Jane Fonda (Szenen gelöscht), Richard Johnson (Szenen gelöscht), Rose Kennedy, Patricia Kennedy, (Archivmaterial von John F. Kennedy, Jacqueline Kennedy und Robert F. Kennedy), Roger Moore, Deborah Moore und Geoffrey Moore, Prinz Philip |
| 05.   | 11. Mai 1972  | Amedeo Duca D’Aosta, Claudia Duchessa D’Aosta, Florinda Bolkan, Anne Byrne, Marquis Xavier de Sade, Kirk Douglas, Anne Elton, Lady Elton und Rodney Elton, 2. Baron Elton, Fred, Gunther Gebel-Williams, Pietro Germi, Dustin Hoffman, Klaus Kinski (Szenen gelöscht), Peter Kuiper, John V. Lindsay, Sigrid Neubauer, Anthony Perkins, Romano Puppo, Diana Rigg |
| 06.   | 30. Juni 1972 | Bob Hope, Curd Jürgens und Simone Bicheron, Jerry Lewis, Patrick Lichfield, Gina Lollobrigida, Jeanne Moreau (Szenen gelöscht), Gregory Peck, Gunter Sachs, Peter Ustinov |
| 07.   | 25. Aug. 1972 | Buzz Aldrin, Leslie Allen, Marilyn Cole, Tony Curtis, Nicholas Curtis, Sammy Davis, jr., Rhonda Fleming, Zsa Zsa Gabor, Hugh Hefner, Alfred Hitchcock, Carroll Righter, Cesar Romero, Claude Terrail, Louise van Danton, Carrol Vitali, Nanna Wagner |
| 08.   | 20. Okt. 1972 | Joseph Cotten, Anton Karas, Joe Louis, Jane Russell, Raquel Welch, Orson Welles |
| 09.   | 15. Dez. 1972 | Henry Fonda und Shirlee Fonda, Kim Novak, Lord Snowdon, U Thant (Archivmaterial), Wild Bill Tucker, Kurt Waldheim, Jack L. Warner |
| 10.   | 23. März 1973 | Birendra Bir Bikram Shah Dev, Sri Kirti Nidhi Bishta, Comtesse Jacqueline de Ribes, Queen Komal von Nepal, Farah Pahlavi, Cyrus Reza Pahlavi, Ali-Reza Pahlavi, Leila Pahlavi, Farahnaz Pahlavi, Hari Harilela, Franz von Bayern, Danny Kaye, Nancy Kwan, Anne-Marie von Dänemark |
| 11.   | 11. Mai 1973  | Don Jaime de Mora y Aragón, Señor de Meirás y Marqués de Villaverde, Francisco Franco, Ram Gopal (Szenen gelöscht), Stewart Granger, Alfonso zu Hohenlohe-Langenburg, Begum Aga Khan, König Bhumibol und Königin Sirikit, Maha Vajiralongkorn, Maharaja von Dschaipur, Maharani von Dschaipur und Radschmata von Dschaipur, Kum Pitschai, Anthony Quinn, Peter Wyngarde |
| 12.   | 24. Aug. 1973 | Neile Adams, Harry Belafonte, Stephen Boyd (Szenen gelöscht), Glenn Ford, Anne Stevens Hamilton, George Hamilton, Stanley Ho, Louis L’Amour (Szenen gelöscht), Roger Moore, Carroll Righter, Mark Spitz und Suzy Spitz, Alana Stewart, Gloria Swanson, Robert Wagner und Natalie Wood |
| 13.   | 28. Nov. 1973 | William Amherst Vanderbilt-Cecil, Peter Fonda, Chief Dan George, Rita Hayworth, George Masters, Queen Elisabeth II. und Prinz Philip, Prinzessin Anne und Mark Phillips |
| 14.   | 17. Apr. 1974 | Gitta Alpár, Truman Capote, Graf Edmund de Szigethy, Jolie Gabor, Zsa Zsa Gabor, Eva Gabor und Magda Gabor, Rosalie Hearst, Francesca Hilton, Frank Jameson, Rachele Mussolini, Anna Maria Mussolini, Tennessee Williams |
| 15.   | 7. Aug. 1974  | Friede Birkner, Bernard Cornfeld, Bonita Granville, Lassie und Rudd Weatherwax, Omar Sharif, Run Run Shaw, Runme Shaw |
| 16.   | 15. Dez. 1974 | Franz Antel, Peter Garell, Vera Kálmán, Charles Kálmán und Yvonne Kálmán, Greta Keller, Ted Kennedy (Archivmaterial von John F. Kennedy, Robert F. Kennedy und Rose Kennedy), Bruno Kreisky, Helmut Leherbauer, Rudolf Marik, Yue-Kong Pao, Prinzessin Anne, Marika Rökk, Anton Eric Scotoni, Alexis Baron von Gecmen-Waldeck, Richard Widmark |
| 17.   | 19. Feb. 1975 | Shirley MacLaine, Burt Reynolds, Stanley Robert, Philippe de Rothschild, Richard Smart |
| 18.   | 2. Apr. 1975  | Robert Culp, The Duke of Bedford und The Duchess of Bedford, Eddie Egan, Edith Head und Wiard Ihnen, Jack Lemmon, James Mason, Telly Savalas |
| 19.   | 10. Okt. 1975 | Ando, Paul Bocuse, Malcolm Forbes, Hardy Krüger, Francesca Marazzi, Hardy Krüger jr. und Malaika Krüger, Toshirō Mifune, David Niven, Shirley Temple |
| 20.   | 21. Nov. 1975 | Jay J. Armes, Linda Armes und Jay Armes Jr., John C. Carras, Bette Davis, Ronald Reagan und Nancy Reagan, Gerald Ford und Betty Ford, Bob Hope, Rock Hudson, Dean Martin, Elisabeth von Sachsen-Weimar-Eisenach, Beatrice-Marie Prinzessin zu Sachsen-Weimar-Eisenach, Frank Sinatra, John Wayne |
| 21.   | 2. Jan. 1976  | May Britt, Bing Crosby, Bette Davis, Sammy Davis, jr., Siegfried Casimir Friedrich Graf zu Castell-Rüdenhausen, Donata Emma Gräfin zu Castell-Rüdenhausen, William Fisk Harrah, Luise Ullrich, Louis Ferdinand Prinz von Preußen, Louis Ferdinand Prinz von Preußen, jr., Michael Prinz von Preußen, Micaela Prinzessin von Preußen, Nataly Prinzessin von Preußen, Jutta Jörn |
| 22.   | 9. Apr. 1976  | F. Lee Bailey, Dr. Sam Sheppard (Archivmaterial), Ariane Tebbenjohanns (Archivmaterial), Siegfried und Roy, Johanna Horn, Cary Grant, Patty Hearst (Archivmaterial), Albert Johnson, Captain Ernest Medina (Archivmaterial), Jehan Sadat |
| 23.   | 10. Okt. 1976 | Sir Edmund Hillary, Tenzing Norgay (Archivmaterial), Marcello Mastroianni und Chiara Mastroianni, Gregory Peck, Korczak Ziółkowski |
| 24.   | 19. Nov. 1976 | Osman Ahmed Osman, Sarah Caldwell, Margot Fonteyn, Reverend Ike, Frank Kelly, Anna Moffo, Rudolf Nurejew |
| 25.   | 25. Feb. 1977 | Eva Gabor, Oscar Niemeyer, John Osborne, Hans Stern, Endre Szász und Lula Szász |
| 26.   | 20. Mai 1977  | Dr. Denton Cooley, David Frost, Fred Haise (Archivmaterial), Jack Swigert, Jim Lovell und Marilyn Lovell, Joanne Herring, Fred Hofheinz, Duke of Marlborough, Duchess of Marlborough, Ivo Pitanguy und Gisèle Pitanguy |
| 27.   | 21. Okt. 1977 | Woody Allen, Rhonda Fleming, Gerald Ford und Betty Ford (Archivmaterial), Robert David Lion Gardiner und Marie Gardiner-Eckhardt, Bruno Kreisky (Archivmaterial), Carroll Righter, Arnold Schwarzenegger, Joe Weider, Jacques Tati, Andy Warhol |
| 28.   | 16. Dez. 1977 | Lillian Carter, (Archivmaterial von Jimmy Carter und Rosalynn Carter), John Connally, Nellie Connally, Merrill Connally, Mark M. Connally und Sharon Connally, (Archivmaterial von John F. Kennedy, Jacqueline Kennedy, Lyndon B. Johnson und Richard Nixon), Catherine Deneuve |
| 29.   | 10. März 1978 | Michael Caine, James Hunt, Alexander Fermor-Hesketh, 3. Baron Hesketh, Henry Herbert, 6. Earl of Carnarvon, Mrs. Honorable Mary Victor Bruce, Lady Christian Mary McEwen |
| 30.   | 31. März 1978 | Cantinflas, Louis de Funès, Jacques Gelman, Hope Hampton, Eugène Ionesco und Rodica Ionesco, Maximilian Schell (Archivmaterial von Manfred Heidmann, Inge Langen, Eva Maria Meineke, Siegfried Wischnewski) |
| 31.   | 15. Sep. 1978 | Miss Bluebell, Mary Baldwin (Archivmaterial), Sonny Bono, Elliott Gould, Edward Heath, Harold Wilson, Roger Moore, Telly Savalas, Nick Savalas, Costa Savalas, (Archivmaterial von Queen Elisabeth II., Prinz Philip) |
| 32.   | 22. Dez. 1978 | Gene Hackman, Steve Guttenberg, Frank Borman (Archivmaterial von Jim Lovell und William Anders), Stanley Marcus |
| 33.   | 9. Feb. 1979  | James Stewart und Gloria Stewart, Salvador Dalí und Gala Dalí, Jean-Jacques Montfort, David Shepherd, Wendy Shephard, Evri Shepherd, Mandy Shepherd, Melanie Shepherd, Melinda Shepherd |
| 34.   | 27. Apr. 1979 | Michel Piccoli, Vincent Price, Christopher Reeve, John Connally und Nellie Connally, Freddie Laker, Willard F. Rockwell |
| 35.   | 28. Sep. 1979 | Simon Fraser, 15. Lord Lovat, Marjoe Gortner, Clifford Irving, Norton Winfred Simon |
| 36.   | 30. Dez. 1979 | Peter Falk, Barry Goldwater, Gayelord Hauser |
| 37.   | 9. Mai 1980   | Robert Redford, Dustin Hoffman, John Ehrlichman (Archivmaterial von Jane Fonda, George Hamilton, Justin Henry, Jack Lemmon, Richard Nixon, Pat Nixon, Harry Robbins Haldeman) |

## Veröffentlichung
Die V.I.P.-Schaukel wird von Pidax Film- und Hoerspielverlag (Alive) komplett in vier DVD-Boxen erscheinen.
- Vol. 1 (1971–1972), neun Folgen – 28. Juni 2019
- Vol. 2 (1973–1975), elf Folgen – 26. Juli 2019
- Vol. 3 (1976–1977), acht Folgen – 20. September 2019
- Vol. 4 (1978–1980), neun Folgen – 25. Oktober 2019